# Вернер Отто (велогонщик)
Вернер Отто (нім. Werner Otto, 15 квітня 1948) — німецький велогонщик.
Срібний призер Олімпійських Ігор 1972 року в гонці на 2000 м на тандемах, учасник 1968 року.
Чемпіон світу з велоперегонів на треку 1969 (2000 м на тандемах), 1971 (2000 м на тандемах) років, срібний призер 1970 року в гонці на 2000 м на тандемах, бронзовий призер 1973 року в гонці на 2000 м на тандемах.